# Théâtre de l'Athénée
Il Théâtre de l'Athénée è un teatro che si trova al numero 7 di rue Boudreau, nel IX arrondissement di Parigi.
Ristrutturato nel 1996 e classificato monumento storico, il teatro è l'erede di una tradizione artistica segnata dalla figura di Louis Jouvet, che lo diresse dal 1934 al 1951, periodo in cui il teatro divenne noto come Athénée Théâtre Louis-Jouvet.

## Storia
L'attuale Théâtre de l'Athénée è stato costruito partendo dal foyer del precedente Théâtre de l'Éden, che fu trasformato in un piccolo teatro nel 1893 dall'architetto Stanislas Loison e poi successivamente modificato dall'architetto Paul Fouquiau nel 1894. Fu inaugurato il 31 dicembre 1894 con il nome di Théâtre de la Comédie-Parisienne.
L'opera teatrale Salomé di Oscar Wilde (originariamente scritta in francese) vi fu rappresentata per la prima volta l'11 febbraio 1896 in una messa in scena del gruppo teatrale di Lugné-Poe, il Théâtre de l'Œuvre.
Nel 1899 il teatro venne ribattezzato Théâtre de l'Athénée e divenne la casa dei vaudeville, delle commedie e dei melodrammi.
Nel 1934 Louis Jouvet prese il controllo del teatro e lo rese famoso con le sue produzioni ed esibizioni fino alla sua morte nel 1951. Tra le prime opere rappresentate sotto la direzione di Jouvet c'erano diverse opere teatrali di Jean Giraudoux, tra cui Tessa (14 novembre 1934), La guerra di Troia non si farà (21 novembre 1935), Supplément au Voyage de Cook (21 novembre 1935), Elettra (13 maggio 1937), L'impromptu de Paris (3 dicembre 1937), Ondine (3 maggio 1939) e La pazza di Chaillot (22 dicembre 1945),  e come Le corsaire (25 marzo 1938) di Marcel Achard e Le serve (19 aprile 1947) di Jean Genet. Una delle riprese di maggior successo di Jouvet fu La scuola delle mogli di Molière che contò 446 rappresentazioni, più altre 229 in tournée.
Dopo la morte di Louis Jouvet nel 1951, Pierre Renoir, che era stato attore nella compagnia di Jouvet, ne fu direttore artistico fino alla sua morte, avvenuta l'anno successivo.
Negli anni 2000 il Théâtre Athénée ha presentato revival di operetta e commedia musicale.